# Baltisch voetbalkampioenschap 1930/31
In 1930/31 werd het negentiende voetbalkampioenschap gespeeld dat georganiseerd werd door de Baltische voetbalbond. De kampioen van Pommeren nam vanaf dit seizoen deel aan de eindronde van de Brandenburgse voetbalbond. Prussia-Samland Königsberg werd kampioen en plaatste zich voor de eindronde om de Duitse landstitel waar de club in de eerste ronde verloor van Holstein Kiel. VfB Königsberg mocht als vicekampioen ook aantreden en verloor in de eerste ronde van Dresdner SC met dezelfde 1-8 cijfers als het jaar voordien.

## Deelnemers aan de eindronde
| Club                          | Gekwalificeerd als            |
| ----------------------------- | ----------------------------- |
| Polizei SV Elbing             | Kampioen van Grensmark        |
| VfB Königsberg                | Kampioen van Oost-Pruisen     |
| SV Neufahrwasser 1919         | Vicekampioen van Grensmark    |
| SV Prussia-Samland Königsberg | Vicekampioen van Oost-Pruisen |

## Eindstand
| Plaats | Club                          | Wed. | W | G | V | Saldo | Ptn. |
| ------ | ----------------------------- | ---- | - | - | - | ----- | ---- |
| 1.     | SV Prussia-Samland Königsberg | 6    | 4 | 0 | 2 | 16:15 | 8:4  |
| 2.     | VfB Königsberg                | 6    | 3 | 0 | 3 | 19:14 | 6:6  |
| 3.     | Polizei SV Elbing             | 6    | 3 | 0 | 3 | 8:8   | 6:6  |
| 4.     | SV Neufahrwasser 1919         | 6    | 2 | 0 | 4 | 9:15  | 4:8  |

|  | Kampioen               |
|  | Play-off tweede plaats |

## Wedstrijd om tweede plaats
|            |                |       |                   |            |
| 3 mei 1931 | VfB Königsberg | 6 - 2 | Polizei SV Elbing | Königsberg |
| 3 mei 1931 |                |       |                   | Königsberg |